# 经文护符匣
经文护符匣 (Tefillin) 是一组的黑色小皮匣，其内部装有写着摩西五经章节的羊皮纸，在犹太教平日晨祷时穿戴。其中一个绑于上臂，而另一个绑在前额。摩西五经指令人们穿戴经文护符匣以标志和纪念上帝把以色列人带出埃及。
经文中关于经文护符匣的部分都非常含糊。例如，申命記11:18并没有指定一特别物件“绑与手臂”。因此，经文护符匣的具体形式是由塔木德解释的。

## 经源
经文护符匣的职责在摩西五经被提及四次，出埃及记和申命记各提及两次：
这要在你手上作记号，在你额上作纪念，使耶和华的律法常在你口中，因为耶和华曾用大能的手将你从埃及领出来。——出埃及记 13:9
这要在你手上作记号，在你额上作经文，因为耶和华用大能的手将我们从埃及领出来。——出埃及记 13:16
也要繫在手上為記號、戴在額上為經文。——申命记 6:8
你們要將我這話存在心內，留在意中，繫在手上為記號，戴在額上為經文；——申命记 11:18

## 经文匣佩戴的人群
在正统派犹太教内，所有年满13岁的男子要佩戴经文匣。女性没有佩戴经文匣的义务，部分正统派拉比允许成年女性在私人场所佩戴经文匣。保守派犹太教（Conservative Judaism）内，男女都公开佩戴经文匣。改革派犹太教与重建派犹太教剔除了大量犹太教仪式性的诫命，因此一般不佩戴经文匣。卡拉派犹太教拒绝接受口传律法，认为系在手上，戴在额上为象征，并非真的要把经文绑在身上，因此卡拉派不佩戴经文匣。